# أديلتون مارتينز بولزان
أديلتون مارتينز بولزان (بالبرتغالية:Adaílton Martins Bolzan) الشهير باسم أديلتون (مواليد 24 يناير 1977 في سانتياغو - البرازيل) لاعب كرة قدم برازيلي يلعب حاليا لصالح نادي الدرجة الأولى بولونيا الإيطالي منذ 2007 في مركز المهاجم كما يجيد اللعب في مركز الجناح الأيمن والأيسر .

## روابط خارجية
- أديلتون مارتينز بولزان على موقع الاتحاد الدولي (مؤرشف)  (الإنجليزية)
- أديلتون مارتينز بولزان على موقع رابطة كرة القدم الفرنسية للمحترفين (الإنجليزية)
- أديلتون مارتينز بولزان على موقع قاعدة بيانات كرة القدم.إي يو (الإنجليزية)
- أديلتون مارتينز بولزان على موقع ليكيب (الفرنسية)
- أديلتون مارتينز بولزان على موقع Soccerway.com (الإنجليزية)
- أديلتون مارتينز بولزان على موقع عالم كرة القدم.نت (الإنجليزية)